# Jerishow
Jerishow foi uma dupla (tag team) de wrestling profissional que consistia de Chris Jericho e The Big Show, que foram Campeões de Duplas da WWE e Campeões Mundiais de Duplas simultaneamente, em 2009.

## História

### Formação e Campeões Unificados de Duplas
No WWE The Bash, Jericho e seu parceiro Edge, ambos vilões, ganharam o Unified Tag Team Championship (que consistia do WWE Tag Team Championship e do World Tag Team Championship), ao serem colocados de surpresa em uma luta, derrotando os então-campeões The Colóns (Carlito e Primo) e The Legacy (Cody Rhodes e Ted DiBiase). Quando Edge se lesionou pouco tempo depois, Jericho se aproveitou de uma cláusula contratual para continuar campeão ininterruptamente, tendo apenas que escolher um novo parceiro como substituto de Edge.
Em 26 de julho de 2009, no Night of Champions, Jericho revelou que o também vilão Big Show seria seu parceiro. Eles derrotaram Rhodes e DiBiase na mesma noite, mantendo os títulos. Como campeões, Jericho, do SmackDown, e Big Show, do Raw, podiam aparecer em ambas as divisões. Jerishow começou uma rivalidade com Cryme Tyme, defendendo os títulos no SummerSlam. Jericho e Big Show iriam, então, começar uma rivalidade com MVP e Mark Henry, novamente defendendo os títulos, dessa vez no Breaking Point. A próxima rivalidade da dupla foi contra Batista e Rey Mysterio, quem derrotaram no Hell in a Cell.
Em 5 de outubro de 2009, Jerishow começou uma rivalidade com Shawn Michaels e Triple H, conhecidos coletivamente como D-Generation X (DX), após uma derrota no Raw. Semanas antes do Bragging Rights, Jericho foi nomeado capitão do time do SmackDown, enquanto Big Show se tornou membro do time do Raw, capitaneado por DX. No Bragging Rights, Big Show traiu o time do Raw, atacando seus parceiros Kofi Kingston e Triple H, permitindo Jericho se tornar vitorioso com o time do SmackDown. Big Show revelaria que ajudara o time do SmackDown para ganhar uma luta pelo World Heavyweight Championship de The Undertaker, enquanto Jericho entraria na disputa pelo título ao atacar Kane. No Survivor Series, The Undertaker manter seu título contra ambos Jericho e Show.

### Separação
Jerishow continuaria sua rivalidade com DX, perdendo os títulos para Triple H e Shawn Michaels no TLC: Tables, Ladders & Chairs, após 140 dias, em uma luta Tables, Ladders, and Chairs. No Raw de 14 de dezembro, Jerishow ganhou o Slammy Award por "Dupla do Ano". Na mesma noite, Jerishow enfrentou DX pelos títulos. No entanto, Michaels e Tripel H se desqualificaram propositadamente, perdendo a luta, mas mantendo os títulos. Como resultado, Jericho, do SmackDown, não poderia mais aparecer no Raw. DX garantiu a Jerishow mais uma luta pelo título, com a estipulação de que, se Jerishow perdesse, Jericho deveria deixar o Raw. Em 4 de janeiro, DX venceu a luta e baniu Jericho do Raw, acabando com Jerishow.
Após a separação, Big Show ganharia o Unified Tag Team Championships com The Miz. No SmackDown de 30 de abril, Jericho reencontraria Big Show, agora um mocinho. Após ser insultado, Show nocauteou Jericho. Jericho eventualmente ganharia acesso ao Raw ao ser transferido para o programa no Draft de 2010.

## No wrestling
- Movimentos de finalização de Chris Jericho
  - Codebreaker (Double knee facebreaker)[2]
  - Walls of Jericho (Elevated Boston crab)[2][22]
- Movimentos de finalização de Big Show
  - Chokeslam[3]
  - Colossal Clutch (Camel clutch)[3]
  - Knockout Punch / Weapon Of Mass Destruction (Gancho de direita)[3]
- Alcunhas
  - "Y2J"[23] (Jericho)
  - "The Best in the World at what he does" ("O Melhor do Mundo no que faz")[24] (Jericho)
  - "The First Undisputed Champion" ("O Primeiro Campeão Undisputed")[23] (Jericho)
  - "The (500-pound) Giant" ("O Gigante (de 250kg)")[25] (Big Show)
  - "The World's Largest Athlete" ("O Maior Atleta do Mundo")[26] (Big Show)
- Temas de entrada
  - "Crank the Walls Down" por Maylene and the Sons of Disaster (23 de agosto de 2009 - 4 de janeiro de 2010)[27][28]

## Títulos e prêmios
- World Wrestling Entertainment

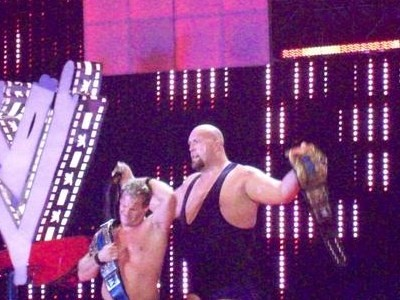
Jericho e Big Show como Campeões Unificados de Duplas.

  - World Tag Team Championship (1 vez)[5]
  - WWE Tag Team Championship (1 vez)[6]
  - Slammy Award por Dupla do Ano (2009)[29]